# La Bastide (Pyrénées-Orientales)
La Bastide (katalanisch la Bastida) ist eine französische Gemeinde mit 62 Einwohnern (Stand 1. Januar 2022) in den Pyrenäen im Département Pyrénées-Orientales in der Region Okzitanien. Die Einwohner/Einwohnerinnen nennen sich Bastidois/Bastidoises.

## Geographie

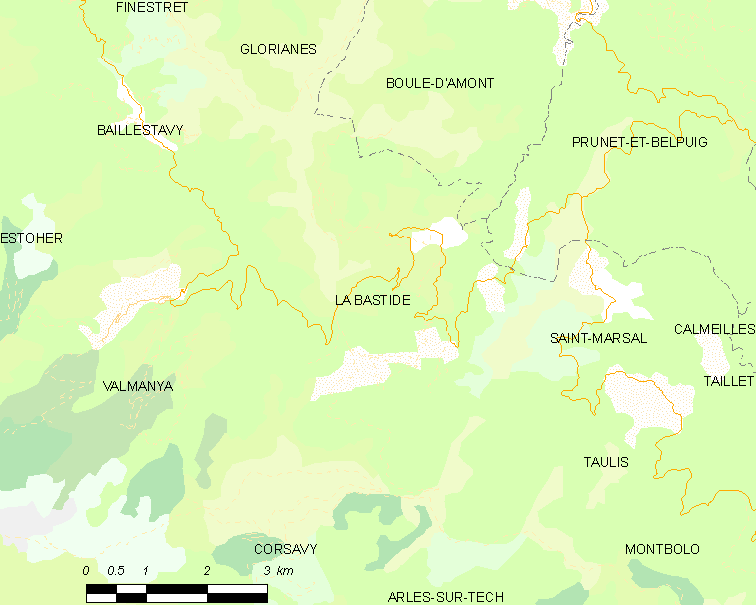
Karte von La Bastide

## Bevölkerungsentwicklung
| 1962 | 1968 | 1975 | 1982 | 1990 | 1999 | 2009 |
| ---- | ---- | ---- | ---- | ---- | ---- | ---- |
| 109  | 80   | 70   | 65   | 64   | 61   | 90   |

## Sehenswürdigkeiten
- Kirche Sainte-Agnès